# Tyrrell 019
A Tyrrell 019 egy Formula–1-es versenyautó, amellyel a Tyrrell csapat versenyzett az 1990-es Formula–1 világbajnokság során. Pilótái Jean Alesi és Nakadzsima Szatoru voltak.
A sportág történetében forradalmi újítás volt a megemelt orr, amelyet először a Tyrrell csapat alkalmazott ezen az autón, és később általánossá vált a Formula–1-ben.

## Áttekintés
A főtervező Harvey Postlethwaite már korábban is készített olyan autókat olyan csapatoknak, mint a Hesketh, a Wolf, vagy a Ferrari. Ő és társa, Jean-Claude Migeot nekiláttak továbbfejleszteni az elődmodell 018-ast, leginkább aerodinamikai téren. Különös figyelmet fordítottak a kasztni alatti légáramlásra. Ugyan a valódi szívóhatást (ground effect) kiváltó megoldásokat a nyolcvanas évek elején meghozott technikai szabályokkal betiltották, az évtized végén készült autók alatt egy lapos padlólemez volt található, amely egy nagy hátsó diffúzorhoz vezetett, amely szintén elég jó leszorítóerőt biztosított. Postlethwaite és Migeot felfedezték, hogy az ehhez szükséges légáramlásokat nagyban akadályozza az alacsonyan fekvő orr, mert az oldalra és felfelé vezeti el a levegőt. Márpedig minél több levegő jut be az autó aljára, az annál gyorsabban áramlik, ami miatt csökken a légnyomás, és ez javítja a leszorítóerőt. A magasabbra emelt orr mellett azonban az első szárny légáramlásterelő hatékonyságát az növeli, ha minél közelebb van az aszfalthoz - ennek eredménye lett a jellegzetes, fordított V-alakot formázó szárnykialakítás.
Az autókat a Ford-Cosworth DFR motorjai hajtották, melyeket a Hart tartott karban. Nakadzsima leszerződtetése révén a Tyrrell megszerezte a Honda motorokat is, de azokat csak a következő évtől vetették be.
Az ígéretes technikai megoldásai ellenére az autó nem szerepelt annyira jól. Bár Alesi rögtön az első versenyén hatodik lett vele Imolában, Monacóban pedig a második helyen végzett, a szezonban ő már több pontot nem szerzett, és Nakadzsima is csak kétszer. Nem segített a csapaton az sem, hogy Alesit több csapat is megkörnyékezte, a Ferrari pedig még egy szándéknyilatkozatot is aláíratott vele, emiatt Ken Tyrrell úgy döntött, hogy semmiképp sem engedi el pilótáját, hacsak nem vásárolják ki őt az élő szerződéséből. Végül Alesi átigazolt az idény végével a Ferrarihoz, a Tyrrell pedig kártérítést kapott. A portugál futamon Nakadzsima nem vett részt, influenzafertőzés miat,t Japánban pedig Alesi lépett vissza, erős nyakfájdalmai miatt.
A megemelt orr a riválisok figyelmét is felkeltette, és hamar kidolgozták a saját megoldásaikat, melyeket azután mások sikerre is vittek.

## Eredmények
(félkövér jelöli a pole pozíciót, dőlt betű a leggyorsabb kört)
| Év   | Csapat                      | Motor    | Gumik | Pilóták            | 1   | 2   | 3   | 4   | 5   | 6   | 7   | 8   | 9   | 10  | 11  | 12  | 13  | 14  | 15  | 16  | Pontok | Helyezés |
| ---- | --------------------------- | -------- | ----- | ------------------ | --- | --- | --- | --- | --- | --- | --- | --- | --- | --- | --- | --- | --- | --- | --- | --- | ------ | -------- |
| 1990 | Tyrrell Racing Organisation | Ford DFR | P     |                    | USA | BRA | SMR | MON | CAN | MEX | FRA | GBR | GER | HUN | BEL | ITA | POR | ESP | JPN | AUS | 16†    | 5.       |
| 1990 | Tyrrell Racing Organisation | Ford DFR | P     | Nakadzsima Szatoru |     |     | KI  | KI  | 11  | KI  | KI  | KI  | KI  | KI  | KI  | 6   | NI  | KI  | 6   | KI  | 16†    | 5.       |
| 1990 | Tyrrell Racing Organisation | Ford DFR | P     | Jean Alesi         |     |     | 6   | 2   | KI  | 7   | KI  | 8   | 11  | KI  | 8   | KI  | 8   | KI  | NI  | 8   | 16†    | 5.       |

† 7 pontot gyűjtöttek a Tyrrell 018-assal.

## Forráshivatkozások
1. 1 2  Legendák a lejtőn – Tyrrell (magyar nyelven). Napi F1 sztori, 2022. június 15. (Hozzáférés: 2024. október 8.)